# Совесть короля
«Совесть короля» (англ. The Conscience of the King) — тринадцатый эпизод первого сезона американского научно-фантастического сериала «Звёздный путь». Впервые был показан на телеканале NBC 8 декабря 1966 года. Название эпизода заимствовано из последних строк II акта трагедии «Гамлет» Уильяма Шекспира: «Мне нужна/Верней опора. Зрелище — петля,/Чтоб заарканить совесть короля»(пер. М. Лозинского).

## Сюжет
В звёздную дату 2817.6 звездолёт Федерации «Энтерпрайз» прибывает на планету Q по просьбе Томаса Лейтона. В сообщении доктора Лейтона говорится, что он открыл новый источник синтетической пищи. Прибыв на планету, капитан Джеймс Кирк узнаёт, что это было лишь предлогом, на самом деле доктор Лейтон подозревает, что в гастролирующей труппе актёров может быть скрывающийся преступник. В актёре Антоне Каридиане он увидел Кодоса, виновного в гибели 4 000 человек, в том числе членов семей Кирка и Лейтона. Капитан и доктор — одни из немногих, кто может опознать Кодоса.
Изначально Кирк не принимает подозрений Лейтона, придерживаясь официальной версии, гласящей, что Кодос сгорел, хотя в обгоревшем теле не смогли опознать его. Капитан встречается с Ленор, дочерью подозреваемого. По просьбе Кирка, его товарищ, который должен был забрать труппу, пролетает мимо планеты. Лейтона находят мёртвым. Ленор соглашается отправиться с труппой на «Энтерпрайзе», а взамен они покажут одну из пьес экипажу. Спок видит нелогичность в действиях капитана, тот в обход запрета берёт на борт гражданских лиц, а планета их назначения много световых лет от назначенного судну курса. Спок обращается к базе данных и находит информацию о Кодосе. Двадцать лет назад он был управляющим колонии на планете Тарсус-IV, население которой составляло 8 000 человек. Грибок уничтожил большую часть запасов пищи, Кодос применил свои взгляды на евгенику и казнил половину населения колонии. Корабли с провизией подоспели раньше намеченного срока и жертва оказалась ненужной. В Компьютере также нет никаких записей об актёре Кардиане до смерти Кодоса. Изначально было всего девять человек, знавших Кодоса в лицо, теперь семь из них мертвы. Во время загадочных смертей Кардиан всегда был где-то поблизости. Оставшиеся два — капитан Кирк и лейтенант Кевин Райли, оба на «Энтерпрайзе».
Спок с доктором МакКоем пытаются убедить Кирка, что под именем Кардиана скрывается убийца, но капитан боится обвинить невиновного человека в том, что он не совершал. Между тем, Райли слышит доктора МакКоя и узнаёт, что на корабле, возможно, убийца его семьи. Он идёт за кулисы сцены, на которой уже началась постановка Гамлета. Кирк замечает его с фазером в руках и убеждает сдать оружие. Кардиан и Ленор слышат это и идут за кулисы. Девушка признаётся, что это она убивала всех свидетелей, чтобы защитить отца. По её словам, остались только Кирк и Райли. Ленор выхватывает фазер у охранника и нацеливается на Кирка. В момент выстрела её отец преграждает путь энергетическому заряду и умирает. Ленор сходит с ума, попадает в психиатрическую лечебницу и в её галлюцинациях отец жив.

## Ремастеринг
В 2006 году в честь 40-летия сериала был произведён ремастеринг всех эпизодов. Был улучшен звук, видео, появилась полностью компьютерная модель «Энтерпрайза». Этот эпизод также подвергся следующим изменениям:
- Планета Q и колония Бенеция получили компьютерную обрисовку и более реалистичный облик.
- В сцене разговора Кирка с Ленор звёзды за иллюминатором движутся, что создаёт ощущение полёта.

## Оценка
Зак Хэндлен из The A.V. Club дал эпизоду оценку «A-», отметив хорошую исполнение персонажами сюжета, в частности обратил внимание на решительные действия Спока и МакКоя, а также сцены с Кирком.